# Meetin' WA
Meetin' WA è un documentario su Woody Allen diretto da Jean-Luc Godard. Il film uscì nel 1986, poco dopo Hannah e le sue sorelle.
Il documentario dibatte la tematica della  televisione e della sua influenza sul pubblico.